# Földi Béla (koreográfus)
Földi Béla (Budapest, 1958. július 14. –) koreográfus, a Budapest Táncszínház igazgatója, művészeti vezetője.

## Mesterek
1978-tól 1985-ig Jeszenszky Endre magániskolájában tanult.
- 1985-1990. Raza Hammadi, Párizs

## Külföldi tapasztalatok
- 1986 nyara München (West Side Story)
- 1986–1987 Bécs: Carlos Orta (limon kurzus), Milton Mayers (horton technika), Bruce Taylor (Kurzus)
- 1987 nyara München (West Side Story)
- 1987–1989 Olaszország: Firenze, Modena, Bologna tanítás

## Szakmai karrier
- 1991 Budapest Táncszínház létrehozása (Művészeti vezető, koreográfus: Földi Béla)
- 1992 Tánctanár (a tanított technika a klasszikus balett és Raza Hammadi-féle jazz és Limon technika elemeinek ötvözete)
- 1998– Oktogon Tánccentrum tanára
- 1999 Budapest Táncszínház elnyeri az Europa’s – díjat (Táncművészet magyar szaklap díja)
- 2001 Földi Béla megkapja a Magyar Köztársasági Ezüst Érdemkeresztet
- 2002 Földi Bélát kitüntetik a Harangozó Gyula-díjjal
- 2004 Nemzeti Táncszínház Táncfesztivál: Közönségdíj
- 2004– Magyar Táncművészeti Főiskola: Koreográfus szak
- 2011– A Táncoktatásért és Tánctudományért díj a Magyar Táncművészek Szövetségének díja.
- 2017. - Az év legjobb koreográfusa díj

## Koreográfiák
- 1991. Spanyol nap
- 1994. Utazások
- 1995. Jazz caffé
- 1996. Arcok
- 1997. Egy kiállítás képei
- 1998. Emlékek a tükörben
- 1999. Hófehérke
- 2000. Metszetek; Bocs
- 2001. Jazz Sekt; Évtized
- 2002. Kék rapszódia, Holle anyó
- 2003. A fából faragott királyfi; Vizuális hangjegyek
- 2004. Diótörő; Take it easy
- 2005. Lombik Projekt, Gershwin – A vér ritmusa, Hommáge á Bach, Alice Csodaországban
- 2006. Rövidre vágva, Mediterrán, Pinokkió
- 2007. The Time
- 2008. Koreográfus-vallomások, Mátyás király meséi, Meghökkentő – Csokoládé, Flabbergast
- 2009. Ravel est
- 2011. Test-Táj-Kép, Lélekmorzsák
- 2013. Imagine, Táncszirmok, 80 nap alatt a Föld körül
- 2014. Kislányom, Anne Frank
- 2016. Imagine
- 2016. Marsbéli Krónikák
- 2017. Száz év magány
- 2017. Makrancos Kata
- 2018. Footsteps

## Egyéb bemutatott darabok
- Amir Kolben: GisL-2 (2003.)
- Berger Gyula: Blue (2000.)
- Egerházi Attila: Otthon (1991.); Requiem az ifjúságért (1993.); Négy évszak (1997.); Apollók és egy pár Vénusz (1998.); Fehér lótuszok (2001.)
- Frenák Pál: Triplex (2000.)
- Glenn van der Hoff: Esküvő/Temetés (1999.); Hullám laboratórium (2002.)
- Juronics Tamás: Semmi és soha (2001.)
- Krisztina de Châtel: Föld (2004.)
- Mándy Ildikó: Ego (2003.)
- Marie-Laure Tarneaud: Vache-ment Danse (1999.)
- Markó Iván: Bolero (1995.)
- Neel Verdoorn: A sorban (1997.); The time of the fiddle (2001.)
- Raza Hammadi: Bronte nővérek (1992.); Archipel (1993.); Blues Story (1996.); Egy faun délutánja (1996.); Sakkjátékos (1998.); Szavanna hangjai (1999.); Védd magad! (2000.); Európai (2002.)
- Séan Curran: Szaxofon táncok (2002.)
- Vassili Sulich: Mantodea (1998.)
- Zachár Lóránd: SEC (2012.)
- Raza Hammadi: Stravinsky Inspirációk (2013.)
- Juhász Péter: Boundless (2014.)
- Jiri Pokorny: Doze, Gloomy Latitudes (2016.)
- Robert North: Entre dos Aguas (2017.)

## Díjai
- A Magyar Érdemrend lovagkeresztje (2022)